# İhsan Arslan
İhsan Arslan (* 1. Januar 1948 in Sason) ist ein türkischer Geschäftsmann und Politiker. Seit 2007 ist er Parlamentsabgeordneter der AKP für die Provinz Diyarbakır.
Er studierte an der Universität von Ankara Türkische Sprach- und Literaturwissenschaft. Danach wurde er Beamter und arbeitete als Lehrer. Später wurde er selbständig und gründete Import/Export-Unternehmen in Diyarbakır. Mittlerweile besitzt er diverse Fabriken, die unter anderem Leitungsrohre und Marmor produzieren. Des Weiteren ist er Teileigentümer der meistverkauften türkischen Tageszeitung Zaman. Er schrieb für verschiedene Zeitungen Artikel und Analysen.
Neben türkisch spricht er arabisch und persisch. Er ist verheiratet und Vater von fünf Kindern.